# Muhammad Abdurrahman
Muhammad Abdurrahman, né le 16 mai 1997, est un coureur cycliste indonésien.

## Biographie
Jusqu'en 2018, Muhammad Abdurrahman obtient ses meilleurs résultats dans des courses indonésiennes inscrites au calendrier de l'UCI Asia Tour. En 2019, il s'adjuge la médaille d'argent dans la course par équipes et le contre-la-montre par équipes aux Jeux d'Asie du Sud-Est. Il termine également quatorzième du Tour de Thaïlande, après s'être classé septième d'une étape. 
Lors de la saison 2021, il devient champion d'Indonésie sur route,. L'année suivante, il remporte un nouveau titre de champion national dans le contre-la-montre. Il représente par ailleurs son pays natal aux Jeux de la Solidarité islamique et aux championnats du monde. 

## Palmarès sur route

### Par année
- 2019
  -  Médaillé d'argent du contre-la-montre par équipes aux Jeux d'Asie du Sud-Est
  -  Médaillé d'argent de la course en ligne par équipes aux Jeux d'Asie du Sud-Est
- 2021
  -  Champion d'Indonésie sur route
  - 2e du championnat d'Indonésie du contre-la-montre
- 2022
  -  Champion d'Indonésie du contre-la-montre
  - 2e du championnat d'Indonésie sur route
- 2023
  - 2e du championnat d'Indonésie du contre-la-montre
- 2025
  -  Champion d'Indonésie sur route
  - 2e du championnat d'Indonésie du contre-la-montre

### Classements mondiaux
| Année                                 | 2019  | 2020 | 2021 | 2022  | 2023  | 2024  |
| ------------------------------------- | ----- | ---- | ---- | ----- | ----- | ----- |
| Classement mondial                    | 2112e | nc   | 778e | 1066e | 2382e | 1921e |
| UCI Asia Tour                         | 191e  | nc   | 16e  | 67e   | nc    | nc    |
|                                       |       |      |      |       |       |       |
| Légende : nc = non classéSource : UCI |       |      |      |       |       |       |